# تشارلز هندرسون
تشارلز هندرسون (بالإنجليزية: Charles B. Henderson)‏ هو محامي وسياسي أمريكي، ولد في 8 يونيو 1873 في الولايات المتحدة، وتوفي بنفس المكان في 8 نوفمبر 1954. حزبياً، نشط في الحزب الديمقراطي. انتخب عضو المجلس النيابي لولاية نيفادا وانتخب عضو مجلس الشيوخ الأمريكي.